# Zschopenthal

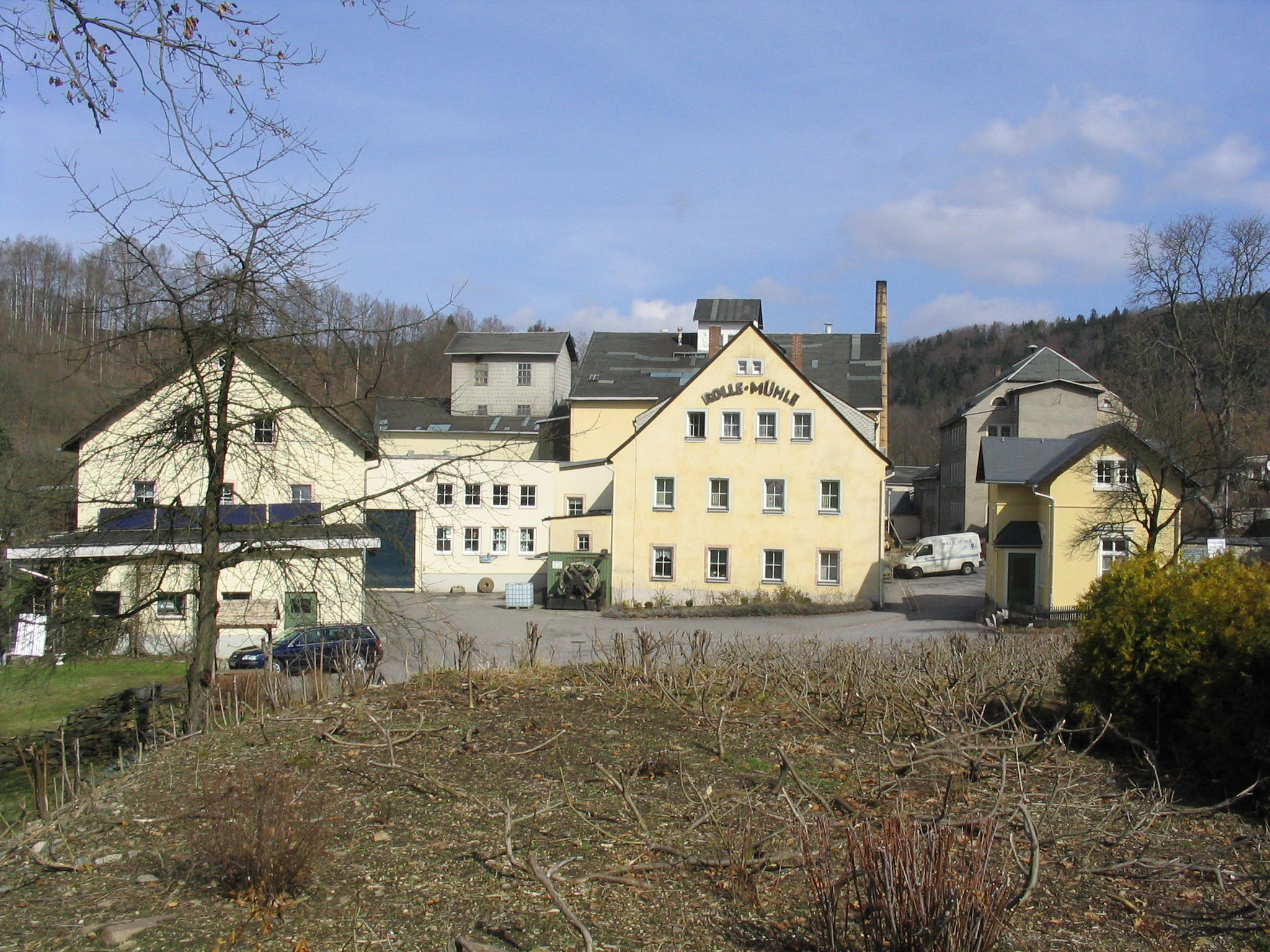
Zschopenthal, Rolle-Mühle und Blaufarbenwerk

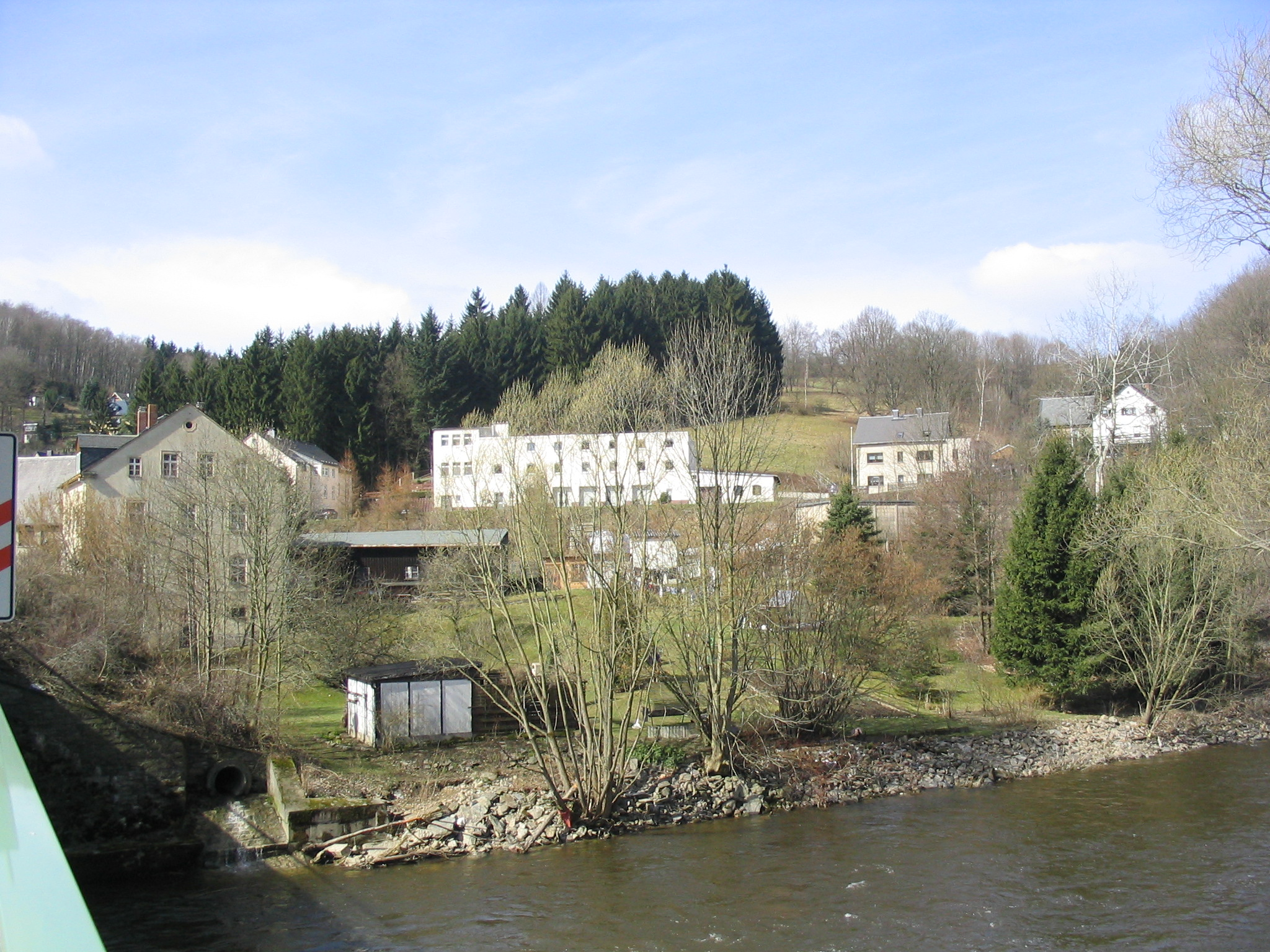
Zschopenthal, Blick von der Brücke über die Zschopau

Zschopenthal ist ein Ortsteil von Waldkirchen/Erzgeb., der seit dem 1. März 2009 zur neu entstandenen Gemeinde Grünhainichen gehört.

## Geschichte
Der Ort war ehemals eine eigenständige, an der Zschopau gelegener Werkweiler  und wurde in Kirchenbüchern erstmals 1663 erwähnt. Er gehörte zum Amt Augustusburg.
August Schumann nennt 1826 im Staatslexikon von Sachsen Zschopenthal betreffend u. a.:
„Durch den Ort führt auch die Straße von Zschopau sowohl über Schellenberg nach Oederan, als über Waldkirchen nach Freiberg und Dresden; eben so jene von Chemnitz nach Lengefeld und Olbernhau. Ueber die Zschopau geht eine bedeckte Brücke, vor welcher ein hohes und malerisch schönes Wehr liegt.
Der ganze Ort begreift: am linken Flußufer das Wirthshaus, den sogenannten alten Hammer, welcher aber eigentlich zur Witzschdorfer Gemeinde und unter’s Marienberger Bergamt gehört, und 6 Häuslerstellen, davon 2 ganz neu angesetzte entfernt vom Orte an der Zschopauer Straße stehn; am rechten Ufer hingegen das Farbenwerk selbst, die Mahl- und Schneidemühle desselben, eine kleine Ziegelei, und 3 Häuslerstellen. Die Zahl aller Einwohner geht auf etwa 100 hinauf, und sie sind meist am Werke beschäftigt.“
Zschopenthal und der Gutsbezirk Blaufarbenwerk Zschopenthal wurden am 1. Juni 1850 nach Waldkirchen eingemeindet.
Am 27. November 1918 wurde Waldkirchen umbenannt in Waldkirchen-Zschopenthal. Der Ortsname wurde am 1. Oktober 1939 auf Anordnung des Reichsstatthalters Martin Mutschmann in Waldkirchen/Erzgeb. geändert.
Der alte Ortsname ist noch heute am Bahnhofsgebäude zu lesen.
In Zschopenthal befindet sich eine noch heute produzierende Getreidemühle sowie das Gebäude des 1687 gegründeten und 1835 nach Niederpfannenstiel verlegten Blaufarbenwerks Zschopenthal.

### Entwicklung der Einwohnerzahl
| Jahr | Einwohnerzahl |
| ---- | ------------- |
| 1788 | 4 Häusler     |
| 1834 | 65            |

| Jahr | Einwohnerzahl |
| ---- | ------------- |
| 1871 | 226           |
| 1890 | 236           |

## Söhne und Töchter Zschopenthals
- Christian Friedrich Krafft (1716–1775), Maler und Zeichner
- August Fürchtegott Winkler (1770–1807), Metallurge
- Kurt Alexander Winkler (1794–1862), Chemiker und Metallurge
- Olof Winkler (1843–1895), Landschaftsmaler und Illustrator
- Fritz Preißler (1904–1945), Politiker (NSDAP)